# Anarchias euryurus
Anarchias euryurus és una espècie de peix de la família dels murènids i de l'ordre dels anguil·liformes.

## Morfologia
Els mascles poden assolir els 25 cm de longitud total.

## Distribució geogràfica
Es troba des de les Açores fins a les illes del golf de Guinea.